# Adlmannstein
Adlmannstein ist ein Gemeindeteil der Gemeinde Bernhardswald und eine Gemarkung im Oberpfälzer Landkreis Regensburg in Bayern.

## Geografische Lage
Das Dorf Adlmannstein liegt in der Region Regensburg etwa zwei Kilometer östlich von Bernhardswald. Die Gemarkung Adlmannstein hat eine Fläche von etwa 432 Hektar.

## Geschichte
1366 wurde Adlmannstein als Veste Adlmannshof erstmals genannt, als diese von Hector dem Lichtenberger an Peter den Chamerauer von Haitzenstein verkauft wurde. Johann von Steinach von Adelmannstein wurde 1370 erwähnt. Hans der Steinacher war von 1372 bis 1391 Besitzer von Adelmannstein, welches 1394 an die Hofer überging. 1465 gehörte Adlmannstein dem Parzifal Zenger, einem Sohn Erhard Zengers von Lichtenwald. Bis 1576 blieb Adlmannstein im Besitz der Zenger. 1590 wurde es zusammen mit Lichtenwald an Erhard von Muggenthal zu Hexenacker verkauft und blieb bis 1669 im Besitz der Familie Muggenthal.
Durch den Dreißigjährigen Krieg wurde Adlmannstein in den Jahren 1636 bis 1638 derart zerstört, dass es danach öde und unbewohnt war. Es wurde 1669 an den Pfalz-Neuburgischen Rat und Pfleger David Stich verkauft, der stillschweigend die Herrschaft über die dazugehörigen einschichtigen Untertanen antrat. Die Herrschaftsrechte wurden ihm jedoch 1671 vom Landgericht entzogen, da er der Edelmannsfreiheit nicht fähig war.

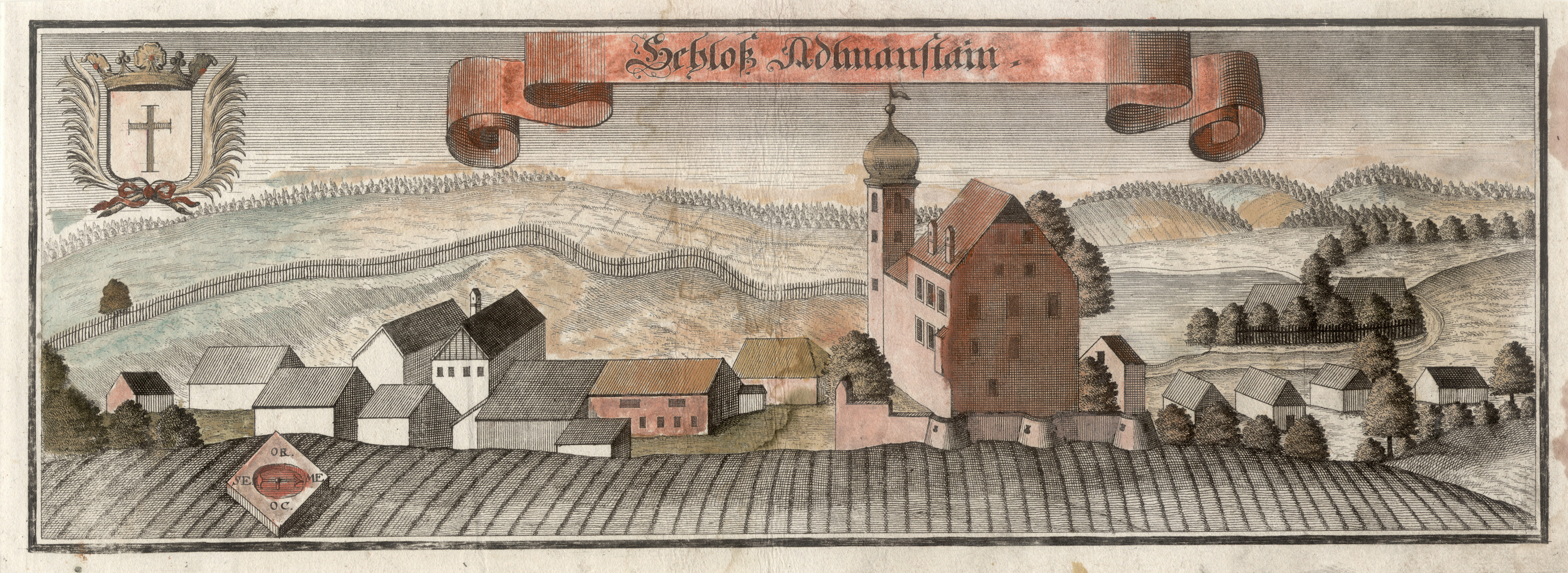
Schloss Adlmannstein um 1726

Franz Martin von Stich verkaufte 1710 Adlmannstein an Baron von Schütz bzw. an Knorr von Rosenroth, der es an die Deutschordenskommende Regensburg gab. Der Besitz der Kommende wurde zwischen 1803 und 1809 säkularisiert.
Im Zuge der Verwaltungsreformen in Bayern entstanden mit dem Gemeindeedikt von 1818 die heutigen Gemeinden, so auch Bernhardswald und Adlmannstein. Im Jahr 1961 hatte die Gemeinde 279 Einwohner und bestand aus den elf Gemeindeteilen Adlmannstein, Dörfling, Ellbogen, Kaltenherberg, Kammersölden, Lichtenberg, Ölbrunn, Rammersberg, Reiting und Rudersdorf. Am 1. Januar 1972 wurde sie nach Bernhardswald eingemeindet.
Zum Stichtag 23. März 1913 (Osterfest) gehörte ein Teil von Adlmannstein kirchlich zur Pfarrei Altenthann mit 8 Häusern und 45 Einwohnern, ein anderer Teil gehörte zur Pfarrei Wenzenbach mit 23 Häusern und 116 Einwohnern. Am 31. Dezember 1990 hatte Adlmannstein 131 katholische Einwohner und gehörte zur Pfarrei Bernhardswald.